# Aptenodytes patagonicus halli
El pingüino rey del Índico (Aptenodytes patagonicus halli) es una de las dos subespecies en que se divide la especie Aptenodytes patagonicus, el más grande pingüino viviente después del pingüino emperador (Aptenodytes forsteri). Habita en mares subantárticos, y nidifica en islas del sector austral del océano Índico.

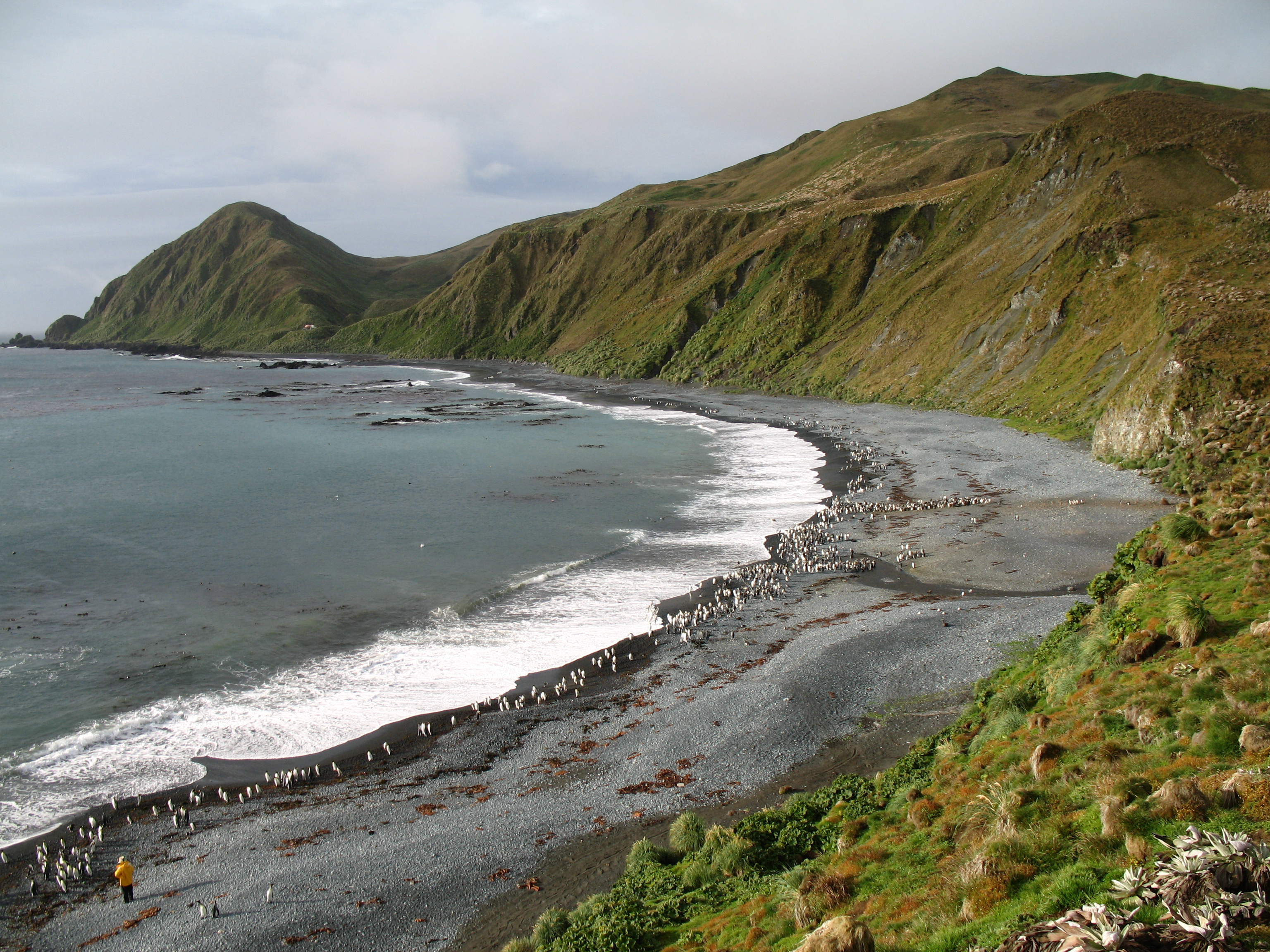
Colonia de Aptenodytes patagonicus halli en la isla Macquarie.

## Distribución
Esta subespecie se reproduce en islas del sector sur del océano Índico.
Las poblaciones reproductivas más grandes de esta subespecie son las siguientes: 
- islas Crozet - con alrededor de 455 000 parejas (300 000 sólo en la isla Cochons);
- islas del Príncipe Eduardo - con alrededor de 228 000 parejas;
- islas Kerguelen - con entre 240 000 a 280 000 parejas;
- isla Macquarie - con alrededor de 70 000 parejas.

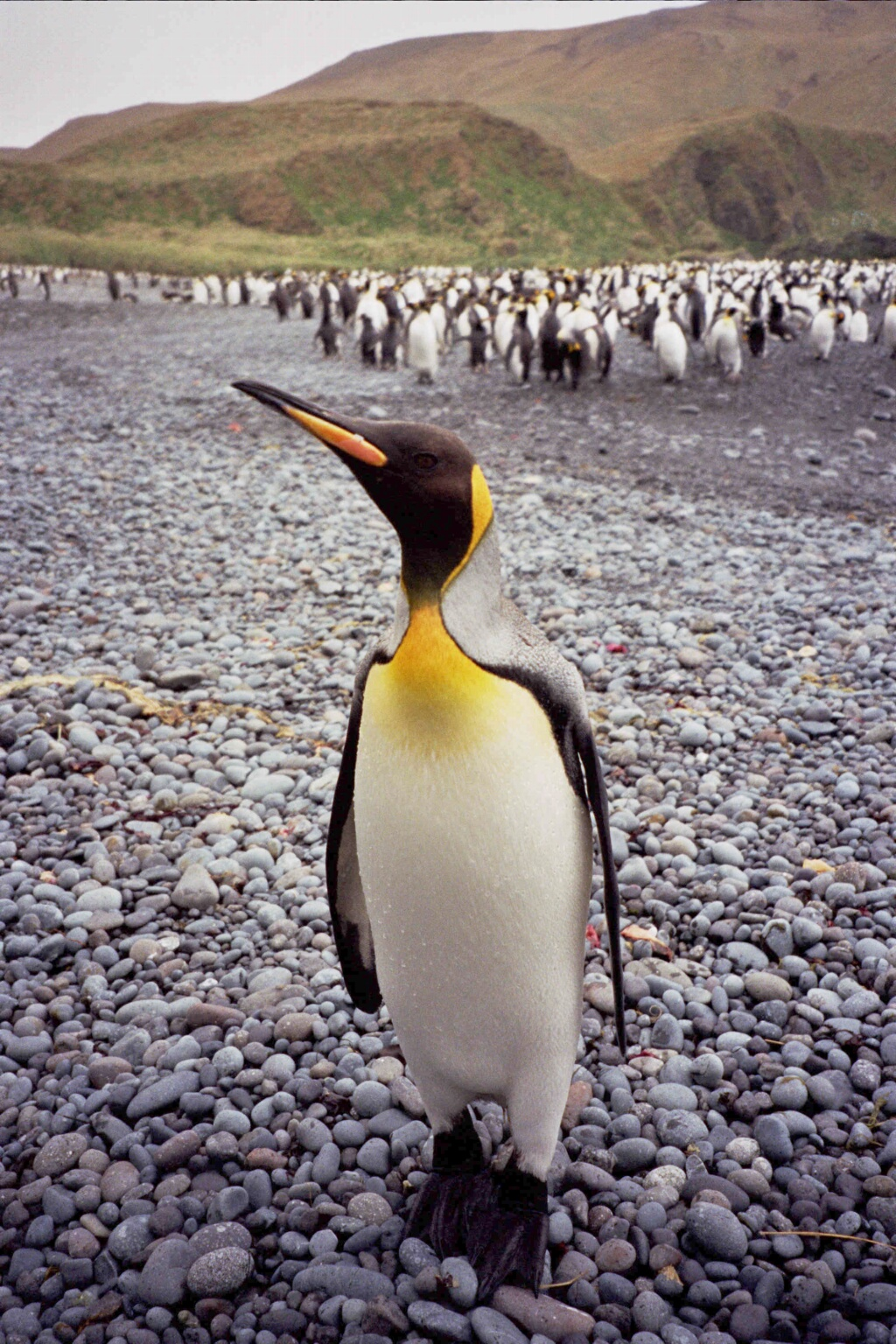
Aptenodytes patagonicus halli en la isla Macquarie.

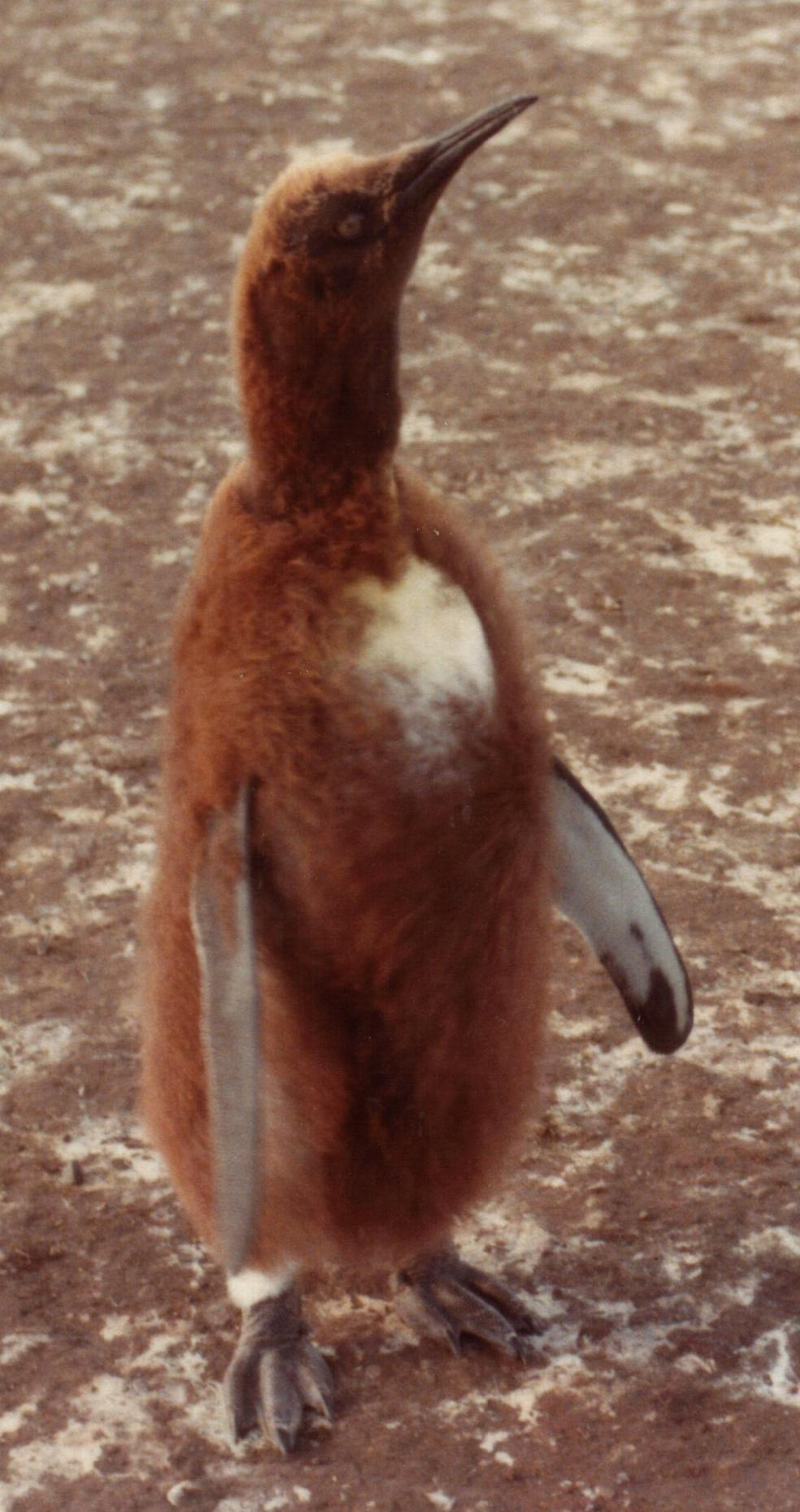
Un Aptenodytes patagonicus halli juvenil, en las islas Kerguelen.

Poblaciones menores se encuentran en otras islas subantárticas, por ejemplo en la isla Marión. En la isla Heard la subespecie había sido exterminada entre el año 1929 a 1948, pero fue recolonizada en 1963, logrando generar una población de 5700 parejas en 1989.
En el invierno austral emprende una migración hacia el norte en busca de aguas a menor latitud, las cuales mantienen una temperatura menos fría en esa estación. Ejemplares vagantes de esta subespecie han sido registrados en las costas de Sudáfrica, Australia, y Nueva Zelanda.

## Características
Todo lo dorsal es de color gris —incluso las alas—, color que lo cubre desde la nuca hasta la cola y partes traseras de las plumas de las patas. Todo lo ventral es blanquecino, bordeado e ambos lados por sendas líneas negras, que casi contactan en la garganta, la que presenta, al igual que la parte superior de su pecho, un color naranja amarillento, el que también se expande en semicírculo en la región auricular. La cabeza es negra; en ella destaca su largo y puntiagudo pico, en el que la mandíbula es parcialmente anaranjada. Sus patas presentan una membrana interdigital, adaptada para nadar.
Con respecto a la otra subespecie (Aptenodytes patagonicus patagonicus), se diferencia tanto en la longitud del pico como en la de las alas.

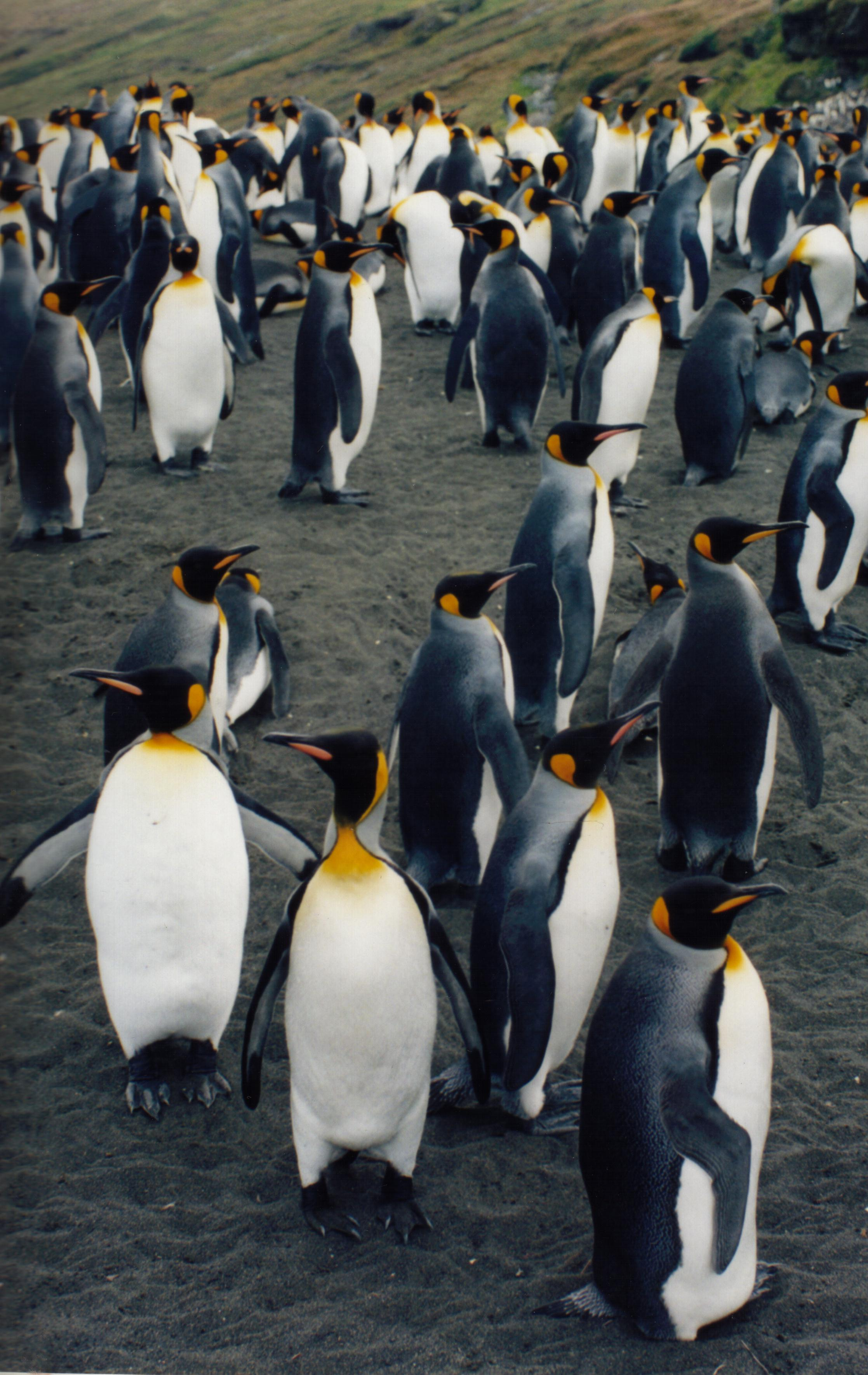
Aptenodytes patagonicus halli en las islas Crozet.

## Costumbres

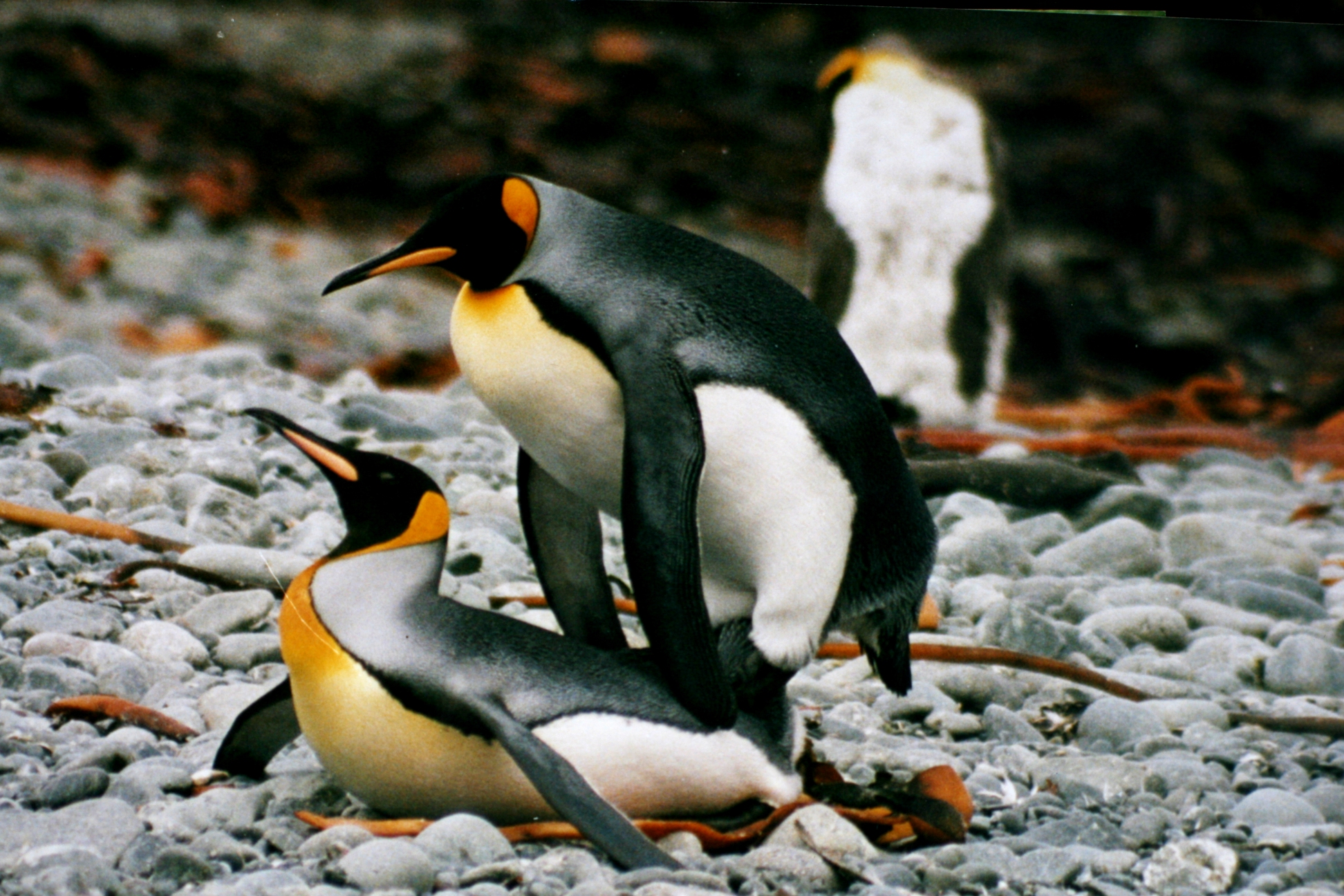
Pareja de Aptenodytes patagonicus halli copulando, en la isla Macquarie.

Se alimenta pelágicamente en aguas subantárticas, las cuales circundan el continente antártico. Su dieta está compuesta por krill, peces, calamares, pulpos, peces, moluscos, sepias, y crustáceos. A su vez, esta ave es predada por focas leopardo, tiburones, y orcas, entre otros. Sus huevos y crías son depredados por gaviotas y págalos.
Nidifican colonialmente en islas subantárticas. Las crías nacen desnudas, pero a los 10 días se cubren con un plumón castaño muy suave, que tiene la apariencia de pelo.   

## Taxonomía

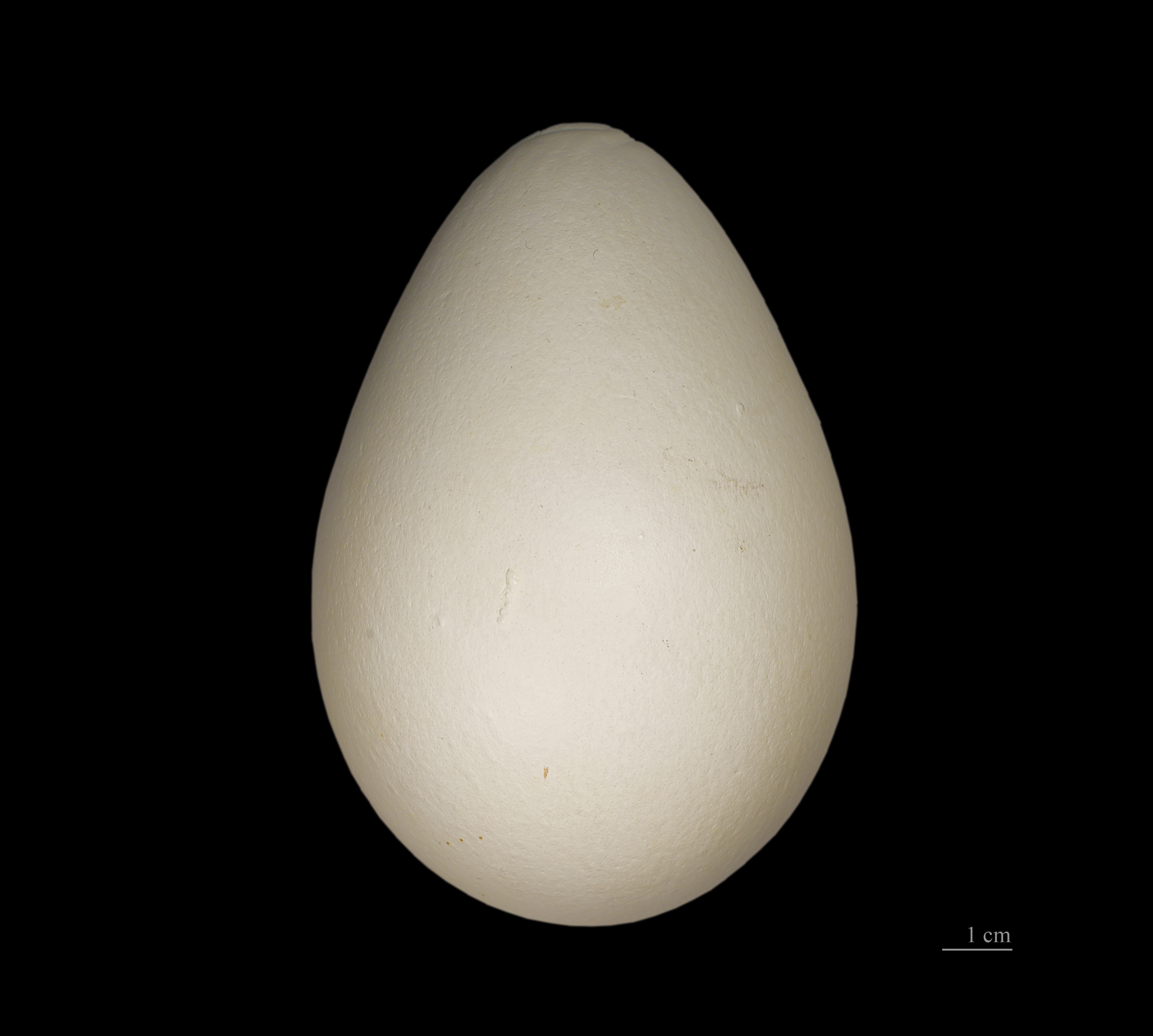
Huevo de Aptenodytes patagonicus halli colectado en las islas Crozet.

Esta subespecie fue descrita originalmente por William Mathews en el año 1911. Se ha encontrado cierta evidencia de diferencias genéticas entre las poblaciones de las islas Crozet y Kerguelen.

## Conservación
La subespecie fue intensamente cazada para extraer su grasa en forma de aceite. Por esta causa algunas colonias han desaparecido. Igualmente la supervivencia de la subespecie no se encuentra amenazada.